# 洛佩斯 (考卡省)
洛佩斯是哥倫比亞的城鎮，位於該國西南部，由考卡省負責管轄，距離首府波帕揚130公里，始建於1851年5月21日，面積3,241平方公里，海拔高度130米，2005年人口12,950。
3°00′N 77°15′W / 3.000°N 77.250°W